# Nationaltanz
Ein Nationaltanz ist ein Tanz, der als beliebt und Teil der kulturellen Identität einer Nation oder als Nationalsymbol anerkannt ist. Normalerweise erfolgt die Erklärung des Nationaltanzes durch eine zuständige Behörde eines Landes, wie zum Beispiel ein Kulturministerium.

## Merkmale
Ein Nationaltanz enthält in seiner Zusammensetzung, wie das Tempo und die Tanzschritte, unverwechselbare und charakteristische Elemente einer nationalen, subnationalen oder ethnischen Gruppe. In einigen Fällen ist ein traditioneller Tanz aus einer bestimmten geografischen Region weithin zum nationalen Symbol im Tanz geworden.
Wenn es keine offizielle Anerkennung durch einen Staat oder eine Regierung gibt, werden einige Tänze aus einer bestimmten Region auch im Volksmund (inoffiziell) anerkannt und somit als Teil der Kultur eines Landes. Ein Beispiel hierfür sind allgemein anerkannte Volkstänze.
Die Existenz eines Nationaltanzes stärkt die Ideen des kulturellen oder völkischen Nationalismus, der sowohl im Sinne der nationalen Einheit als auch für Propaganda eingesetzt werden kann und daher auch unterschiedliche Interpretationen haben kann, die sich in positiven und negativen Konnotationen niederschlagen. Für einige Regierungen ist die offizielle Erklärung eines Nationaltanzes eine Maßnahme, um die Traditionen eines Landes zu schützen und zu verhindern, dass sie nicht mehr getanzt werden.

## Liste der Nationaltänze

### Amerika

#### Nordamerika

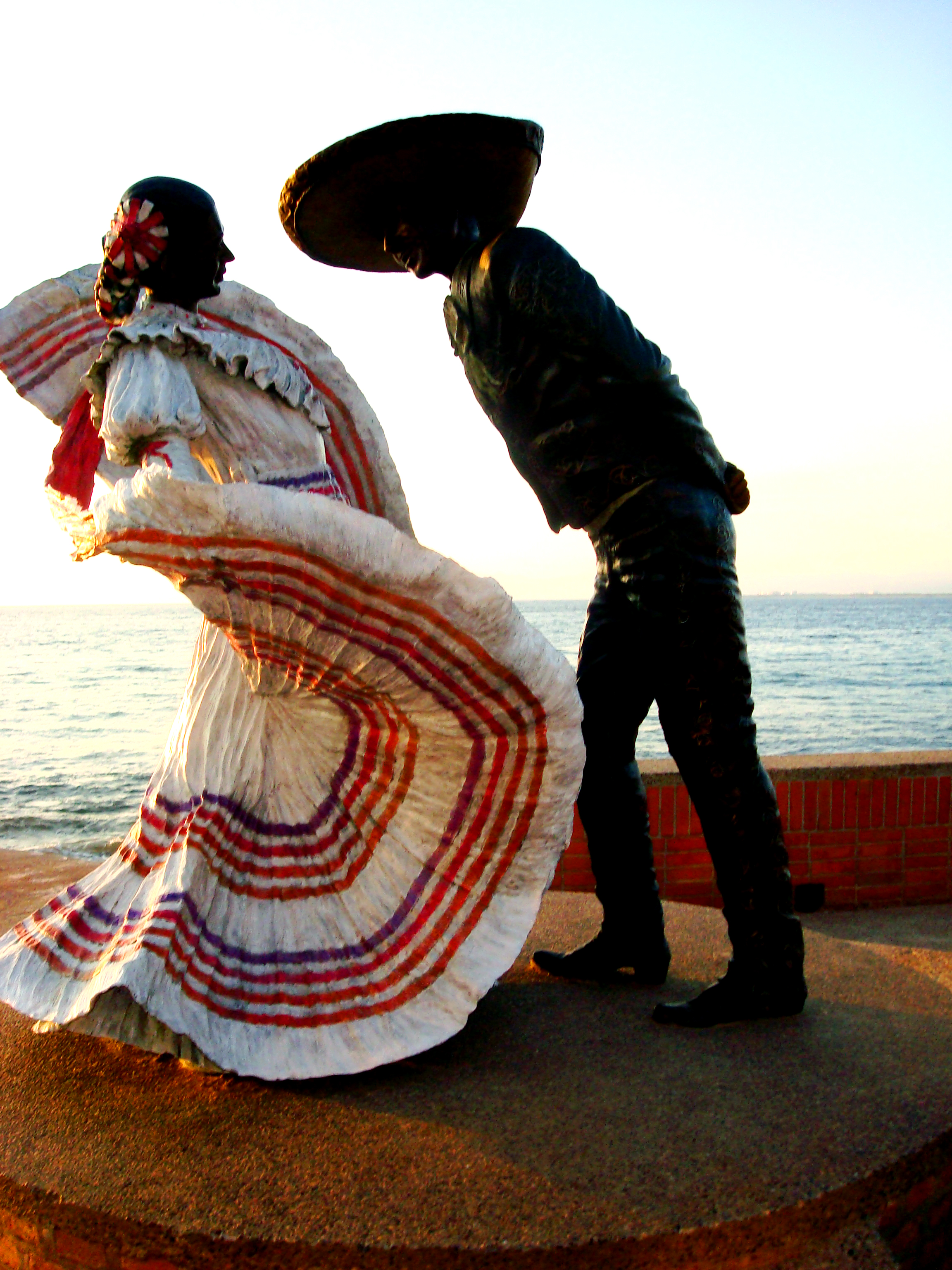
Denkmal für Jarabe Tapatío in Puerto Vallarta, Mexiko

- Kanada: Kanadischer Stepptanz (inoffiziell)
- Mexiko: Jarabe Tapatío
- Vereinigte Staaten: Swing und Square Dance (inoffiziell)

### Mittelamerika und Antillen
- Costa Rica: Punto guanacasteco
- Dominikanische Republik: Merengue
- Guatemala: Baile de la Conquista
- Kuba: Danzón und Rumba
- Panama: Tamborito

### Südamerika

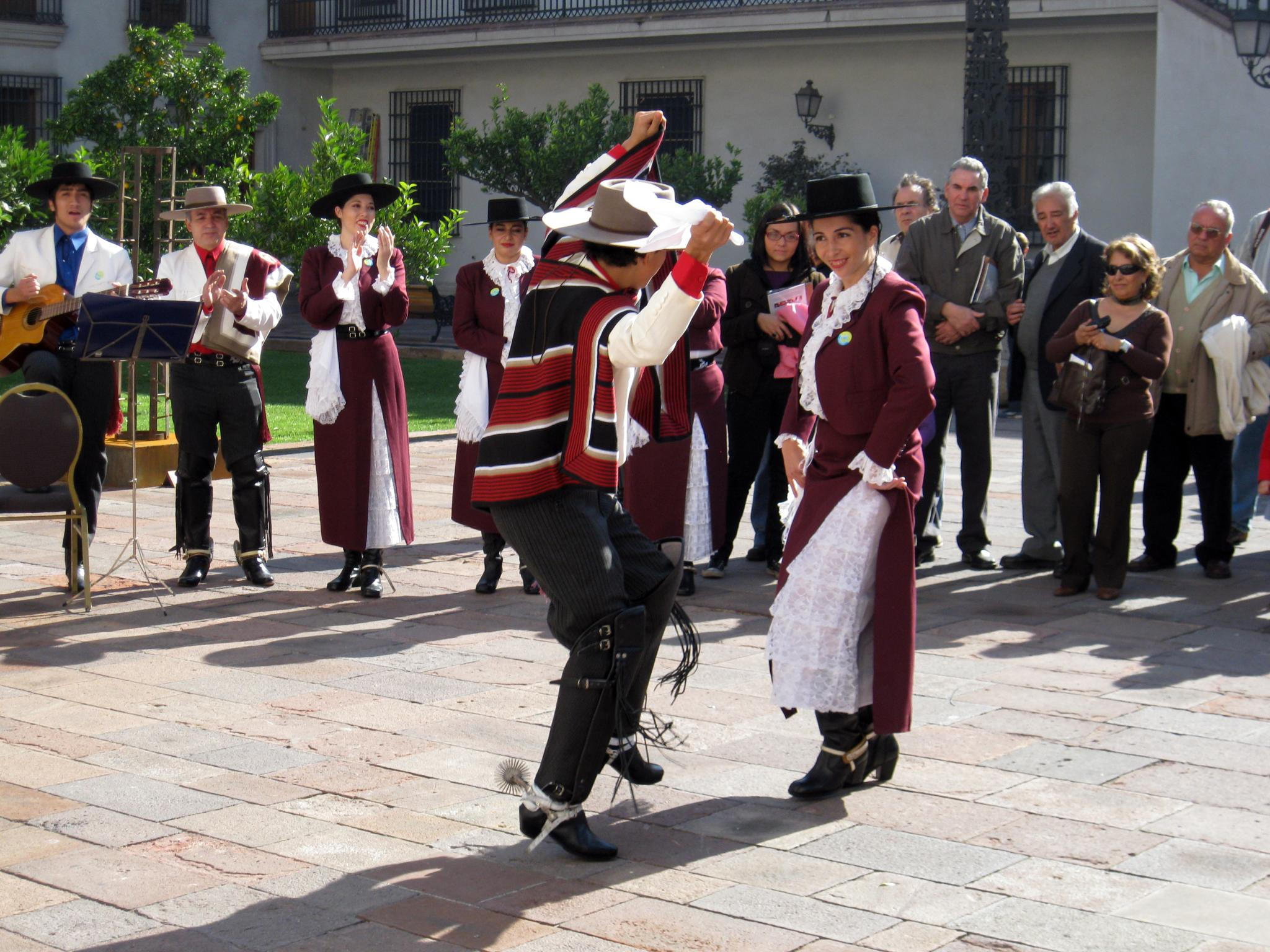
Tanzpaar tanzt Cueca in La Moneda, Santiago de Chile

- Argentinien: argentinischer Tango
- Chile: Cueca
- Ecuador: Pasillo
- Kolumbien: Vallenato und Cumbia
- Peru: Marinera
- Venezuela: Joropo

### Europa
- Dänemark: Les Lanciers
- Finnland: Finnischer Tango und Jenkka
- Frankreich: Gavotte, Branle, Farandole, Tambourin, Cancan
- Griechenland: Syrtos, Syrtaki, Zeibekiko, Pyrrhichios, Serra, Pentozali, Kalamatianos, Tsamikos, Ballos, Sousta
- Kroatien: Linđo
- Norwegen: Halling
- Österreich: Walzer
- Polen: Polonaise
- Portugal: Vira
- Serbien: Kolo
- Spanien: Flamenco, Pasodoble, Sardana
- Schweiz: Ländler
- Tschechien: Polka

### Afrika
- Ägypten: Klassisch-orientalischer Tanz und Baladi

### Asien
- Türkei: Zeybek, Halay, Horon
- Japan: Nihon Buyō